# هارتفرد (نیویورک)
هارتفرد (به انگلیسی: Hartford) یک منطقهٔ مسکونی در ایالات متحده آمریکا است که در شهرستان واشینگتن، نیویورک واقع شده‌است. هارتفرد ۱۱۲٫۶۰ کیلومتر مربع مساحت و ۲٬۲۶۹ نفر جمعیت دارد و ۷۰ متر بالاتر از سطح دریا واقع شده‌است.